# 서울대 민간인 감금 폭행 사건
서울대 민간인 감금 폭행 사건은 1984년 9월 17일부터 27일까지 서울대학교 학생들이 학교 내의 타학교 학생과 민간인 등 4명을 정보기관의 프락치로 판단하여 감금, 폭행한 사건이다. 피해자는 임신현(당시 만 25세), 손현구(당시 만 19세), 정용범(당시 만 25세), 전기동(당시 만 29세) 등이며, 이들은 각각 22시간에서 6일에 걸쳐 서울대 학생들에게 각목 구타와 물고문 등을 당했다. 당시 사건을 조사한 경찰과 법원은 이들이 프락치가 아니라고 밝혔다.
"당시 저는 방송통신대 법학과 3학년에 다니며 사법고시를 준비하고 있었다. 방송통신대 학생들은 서울대 법대에서 수업을 받기도 했다. 레포트 작성을 위해 서울대 모 교수님에게 책을 빌리러 갔다가 붙잡혔다. 가해자들에게 그 교수님에게 확인해보라고 했다. 교수님이 내 신분을 확인해줬는데도 믿지 않고 폭행을 계속했다."— 전기동

민간인 감금 폭행 사건의 피해자 전기동씨에 의하면 교수가 자신의 신분을 확인해줬음에도 폭행을 계속했다고 한다.
폭행 사실이 외부에 알려진 후, 당시 서울대 총학생회 핵심 간부였던 조현수, 백태웅 학도호국단장, 이정우, 윤호중 등은 도피하여 수배되었고, 복학생협의회 집행위원장이었던 유시민은 사건을 수습하던 중 구속되어 1심에서 징역 1년 6개월, 2심에서 징역 1년형을 선고받았다. 사건을 담당했던 관악경찰서 김영복 수사과장은, 유시민은 폭행을 지시하거나 가담한 사실이 없지만, 당시 서울시경 고위 간부의 지시에 따라 신병 확보가 쉬운 유시민에게 혐의를 씌웠다고 주장했다. 가장 심한 폭행을 당했던 피해자 전기동은 당시 경찰의 신문 조서를 근거로 유시민이 직접 폭행을 하지는 않았지만 폭행 행위를 묵인하고 피해자들을 조사했다고 주장했다. 전기동은 2006년 한나라당이 주최한 기자회견에서 유시민(당시 보건복지부 장관 내정자)이 직접 폭력을 행사한 사실이 없다고 밝히고, 서울대 총학생회장이었던 심재철(당시 한나라당 국회의원)도 사건에 가담했다고 주장했다.
유시민의 《항소이유서》는 이 사건의 1심 유죄 판결에 불복하여 작성한 것이다. 유시민은 이후 이 사건의 전모 및 재판 과정을 1986년 저서 《아침으로 가는 길》에 공개했다. 이후 유시민은 2004년 4월 17대 총선 선거 홍보물에서 '사건 관련자들이 민주화운동 유공자로 이미 명예회복을 하였다'는 내용을 기재했고, 피해자들은 유시민을 '허위사실 공표 혐의'로 고소했다. 이에 대해 1심에선 벌금 50만원을 선고했지만 대법원은 무죄를 선고했다. 대법원은 "민주화 유공자로 명예회복을 했다는 것은 허위 사실이지만, 기재 당시 유시민이 허위일 가능성을 인식하지 못한 것으로 보인다"고 했다.

## 같이 보기
- 설인종 고문 치사 사건
- 이석 치사 사건
- 이종권 고문 치사 사건